# Miejsce pod słońcem
Miejsce pod słońcem (ang. A Place in the Sun) – amerykański melodramat z 1951 roku w reżyserii George’a Stevensa. Scenariusz do filmu powstał na podstawie powieści Theodore’a Dreisera Tragedia amerykańska (An American Tragedy).

## Opis fabuły
To opowieść o George’u Eastmanie (Montgomery Clift) wywodzącym się z klasy robotniczej, który jest uwikłany w romans z dwiema kobietami. Jedna z nich, Alice (Shelley Winters), pracuje w fabryce jego bogatego wujka, zaś druga, Angela (Elizabeth Taylor), to piękna ekonomistka.

## Obsada
- Montgomery Clift jako George Eastman
- Elizabeth Taylor jako Angela Vickers
- Shelley Winters jako Alice Tripp
- Anne Revere jako Hannah Eastman
- Keefe Brasselle jako Earl Eastman
- Fred Clark jako Bellows, obrońca
- Raymond Burr jako Frank Marlowe, prokurator
- Herbert Heyes jako Charles Eastman
- Shepperd Strudwick jako Anthony ‘Tony’ Vickers
- Frieda Inescort jako paani Ann Vickers
- Kathryn Givney jako Louise Eastman
- Walter Sande jako Art Jansen, obrońca George’a
- Ted de Corsia jako Sędzia R.S. Oldendorff
- John Ridgely jako Coroner
- Lois Chartrand jako Marsha

## Nagrody i nominacje
Nagroda Akademii Filmowej
- Najlepszy reżyser – George Stevens
- Najlepsza muzyka w dramacie lub komedii – Franz Waxman
- Najlepsze kostiumy – filmy czarno-białe – Edith Head
- Najlepsze zdjęcia – filmy czarno-białe – William C. Mellor
- Najlepszy montaż – William Hornbeck
- Najlepszy scenariusz – Michael Wilson, Harry Brown
- Najlepszy film – George Stevens (nominacja)
- Najlepszy aktor pierwszoplanowy – Montgomery Clift (nominacja)
- Najlepsza aktorka pierwszoplanowa – Shelley Winters (nominacja)

Złoty Glob
- Najlepszy film dramatyczny
- Najlepsza aktorka w filmie dramatycznym – Shelley Winters (nominacja)
- Najlepszy reżyser – George Stevens (nominacja)

Festiwal Filmowy w Cannes
- Złota Palma (nominacja)

Amerykańska Gildia Reżyserów Filmowych
- Najlepsze osiągnięcie reżyserskie w filmie fabularnym – George Stevens

Amerykańska Gildia Scenarzystów
- Najlepszy scenariusz dramatu – Michael Wilson, Harry Brown
- Najlepszy scenariusz do filmu opowiadającego o problemach Amerykanów – Michael Wilson, Harry Brown (nominacja)